# Großer Beil
Der Große Beil, häufig auch fälschlich das Große Beil, ist ein 2309 m ü. A. hoher Berg am Talschluss der Wildschönau im österreichischen Bundesland Tirol. Er gehört zu den Kitzbüheler Alpen und ist der Hauptgipfel des Kamms, der die Wildschönau vom westlich benachbarten Alpbachtal trennt. Rund 500 Meter nördlich befindet sich der 2189 m hohe Seekopf und weitere rund 500 Meter nördlich der Kleine Beil mit 2197 m Höhe. Nachbarberg im Süden ist der 2216 m hohe Gressenstein.
Der Große Beil ist ein Wanderberg und von Süden und Osten mit markierten Wanderwegen erschlossen. Ausgangspunkt ist meist die Schönangeralm (1173 m) am Talschluss der Wildschönau hinter Auffach. Im Winter gilt der Große Beil als beliebte Skitour.
Der Name des Berges leitet sich nicht vom Beil ab, sondern von einem Dialektbegriff für einen Ort, bei dem Tiere bei der Jagd gestellt werden, und ist daher ein Maskulinum.